# Stamatis Karatzas
Stamatis Karatzas (griechisch Σταμάτης Κωνσταντίνου Καρατζάς; * 2. März 1913 in Kato Kourouni bei Kymi (Griechenland); † 16. Mai 1986 in Athen) war ein griechischer Neogräzist.

## Leben
Stamatis Konstantinu Karatzas wuchs im Dorf Kato Kourouni (griechisch Κάτω Κουρούνι) bei Kymi auf der Insel Euböa auf und studierte von 1931 bis 1936 Klassische Philologie und Literaturwissenschaft an der Universität Athen. Während des Zweiten Weltkriegs kämpfte er im albanischen Widerstand und in der griechischen Nationalen Befreiungsfront (griechisch Εθνικό Απελευθερωτικό Μέτωπο) als Partisan gegen die deutschen Besatzer.
Nach Kriegsende erwarb Karatzas 1945 an der Philosophischen Fakultät der Universität Athen mit einer Dissertation zu den Hypokoristika im Dialekt von Kimi und Umgebung den Doktorgrad und vertiefte seine Studien in Paris. 1952 verließ er Griechenland und ging als Lektor für byzantinische und neugriechische Philologie an die Universität Hamburg. 1956 wurde er zum Universitätsdozenten und 1959 zum außerplanmäßigen Professor ernannt. Ab 1960 war er Gastprofessor an der Universität Aix-en-Provence. 1964 kehrte Karatzas nach Griechenland zurück und lehrte als Dozent an der Aristoteles-Universität Thessaloniki sowie an der Universität Ioannina. 1967 wurde er vom griechischen Militärregime seines Amtes enthoben und emigrierte nach Frankreich, wo er eine Stellung an der Universität Aix-en-Provence erhielt. Nach dem Ende der griechischen Militärdiktatur 1974 kehrte er nach Griechenland zurück. Er arbeitete in Athen am literarischen und historischen Archiv „ΕΛΙΑ“ (griechisch Ελληνικό Λογοτεχνικό και Ιστορικό Αρχείο, „Griechisches Literatur- und Geschichtsarchiv“). Dort befindet sich auch sein wissenschaftlicher Nachlass, der insbesondere seine Korrespondenz mit Wissenschaftlern aus Griechenland, Deutschland, Frankreich und Italien enthält.
Karatzas’ Forschungsschwerpunkte waren die neugriechische Literatur und Sprachwissenschaft, insbesondere die Frage nach der antiken oder nachantiken Entstehung der griechischen Dialekte des Griko Unteritaliens und des Tsakonischen.

## Schriften (Auswahl)
- Κοραής και Νικολόπουλος (= Collection de l’Institut français d’Athènes. 23, ISSN 2241-2298). Ιnstitut français d’Αthènes, Athen 1949.
- Υποκοριστικά του ιδιώματος Κύμης και περιχώρων. Ιnstitut français d’Αthènes, Athen 1954, (erweiterte Fassung der Dissertation Athen 1945).
- Σμύρνης Τραγωδίες. Δύο ανέκδοτα ποιήματα σχετικά με ταραχές στη Σμύρνη (1788, 1810). = Tragédies de Smyrne. Deux poèmes inédits concernant des troubles à Smyrne. 1788, 1810  (= Collection de l’Institut français d’Athènes. 20 = Κέντρο Μικρασιατικών Σπουδών. Μουσικό Λαογραφικό Αρχείο. 12 = Ιωνία. 2). Ιnstitut français d’Αthènes, Athen 1958.
- Les Tzacones (= Supplementa Byzantina. 4). de Gruyter, Berlin u. a. 1976, ISBN 3-11-004799-3.